# تعطیلات روانی
«تعطیلات روانی» تک‌آهنگی از گروه موسیقی موسیقی هوی متال پنترا است که در سال ۱۹۹۰ میلادی منتشر شد.